# Mattias Karlin
Mattias Lars Johan Karlin, född 4 juli 1979 i Själevads församling i Västernorrlands län, är en ishockeytränare i Modo Hockey och före detta ishockeyspelare som spelade främst i Modo Hockey.
Mattias Karlin tog över som ny huvudtränare i Västervik IK 2011 då klubben låg i Division Två. Under hans ledning har klubben tagit sig upp till Hockey-Allsvenskan. I Hockey-Allsvenskan 2016/2017 slutade Västervik IK trea i grundserien som nykomling, och pressade AIK i slutspelsserien och var nära att gå till playoff mot SHL.
Mattias Karlin lämnade Västervik IK våren 2017 för att ta över som huvudtränare i Mora IK som var nykomlingar i SHL, där fick han dock sparken den 14 januari 2018. Han återvände till Västervik IK mitt under kvalserien för att hålla sig kvar i Hockey-Allsvenskan efter att Roger Forsberg fått sparken.
Mattias Karlin har efter det, med stor spelaromsättning varje säsong, trots det under tre säsonger i följd tagit Västervik till topp åtta i Hockey-Allsvenskan.
Säsongen 2020/2021 ledde Mattias Karlin Västervik till en femteplats i Hockey-Allsvenskan där man sedan i kvalslutspelet slog ut Södertälje i kvartsfinalen med 3-1 i matcher och pressade storfavoriten Timrå IK till sex matcher.
Den 16 april 2021 presenterades Mattias Karlin som ny huvudtränare i Modo Hockey.